# Abattez cet homme
Pour plus de détails, voir Fiche technique et Distribution.
Abattez cet homme (titre original : Most Dangerous Man Alive) est un film de science-fiction américain réalisé par Allan Dwan, sorti en 1961.

## Synopsis
Incarcéré pour un crime qu'il n'a pas commis, Eddie Candell s'évade de prison. Dans sa fuite, il traverse un espace où ont lieu des essais atomiques. Son corps acquiert bientôt la dureté de l'acier. Si cela lui permet de détruire ceux qui l'ont trahi, il n'aspire qu'à une seule chose : redevenir un être normal. Mais son destin est déjà écrit…

## Fiche technique
- Titre original : Most Dangerous Man Alive
- Réalisation : Allan Dwan
- Scénario : James Leicester et Phillip Rock d'après l'histoire The Steel Monster de Phillip Rock et de Michael Pate
- Production : Benedict Bogeaus
- Société de production : Benedict Bogeaus Production
- Société de distribution : Columbia Pictures
- Musique : Louis Forbes
- Photographie : Carl Carvahal
- Montage : Carlo Lodato
- Costumes : Gwen Wakeling
- Pays de production :  États-Unis
- Langue : anglais
- Format : Noir et Blanc - Son : Mono
- Genre : Film de science-fiction
- Durée : 82 minutes
- Date de sortie : 
  - États-Unis : 4 juillet 1961

## Distribution
- Ron Randell : Eddie Candell
- Debra Paget : Linda Marlow
- Elaine Stewart : Carla Angelo
- Anthony Caruso : Andy Damon
- Gregg Palmer : Lt. Fisher
- Morris Ankrum : Capitaine Davis
- Tudor Owen : Dr. Meeker
- Steve Mitchell : Devola
- Joel Donte : Franscotti